# Палесьниця
Палесьниця (пол. Paleśnica) — село в Польщі, у гміні Заклічин Тарновського повіту Малопольського воєводства.
Населення — 448 осіб (2011).
У 1975-1998 роках село належало до Тарновського воєводства.

## Демографія
Демографічна структура станом на 31 березня 2011 року:
|          | Загалом | Допрацездатний вік | Працездатний вік | Постпрацездатний вік |
| -------- | ------- | ------------------ | ---------------- | -------------------- |
| Чоловіки | 226     | 49                 | 153              | 24                   |
| Жінки    | 222     | 58                 | 121              | 43                   |
| Разом    | 448     | 107                | 274              | 67                   |